# Clayeures
Clayeures es una comuna francesa situada en el departamento de Meurthe y Mosela, en la región Grand Est.

## Demografía
| 206 | 192 | 184 | 156 | 148 | 153 | 184 |
| Para los censos de 1962 a 1999 la población legal corresponde a la población sin duplicidades (Fuente: INSEE [Consultar]) |     |     |     |     |     |     |